# 威士忌叛亂
威士忌叛亂（英語：Whiskey Rebellion），又叫威士忌起义（英語：Whiskey Insurrection），是一场在1791年－1794年间发生于美国宾夕法尼亚州西部的抗税运动。
美国联邦政府的首任财政部长亚历山大·汉密尔顿为了增加财政收入，尤其是为了清偿独立战争中欠下的债务，由美国国会通过了一项税法。西部农民成了这项税法的最大受害者。他们通过将谷物酿成威士忌解决谷物运输和储存的问题，作为家庭收入的一部分。同时由于西部边疆地区缺乏现金，威士忌酒通常还被用作交换媒介。对威士忌酒征收消费税引起了西部农民的不满。他们开始抵制纳税，并采取了一些抗议措施。
抗议运动在1794年达到了高潮。这年，汉密尔顿派遣执法官戴维·伦诺克斯到宾夕法尼亚州西部给拒绝纳税的酿酒商发传票，要他们到法庭候审。从而导致大量武装民兵袭击了税官约翰·内维尔将军的住宅。华盛顿总统随后派遣了特使前往西部与暴乱者谈判，同时征调军队准备镇压。1794年10月，华盛顿总统亲率大约15000名来自新泽西州、马里兰州、弗吉尼亚州和宾夕法尼亚州东部的士兵前往镇压暴乱。暴乱分子在军队到来前就已四处逃散，因而军队没有遭到任何抵抗。最后有20名嫌疑人被捕受审，其中只有2人被判刑，总统随后便赦免了他们。暴乱被镇压以后，威士忌酒消费税依旧征收的不顺利。托马斯·杰斐逊在1801年就任总统后，就和国会一起迅速将该税取消了。

## 威士忌酒消费税

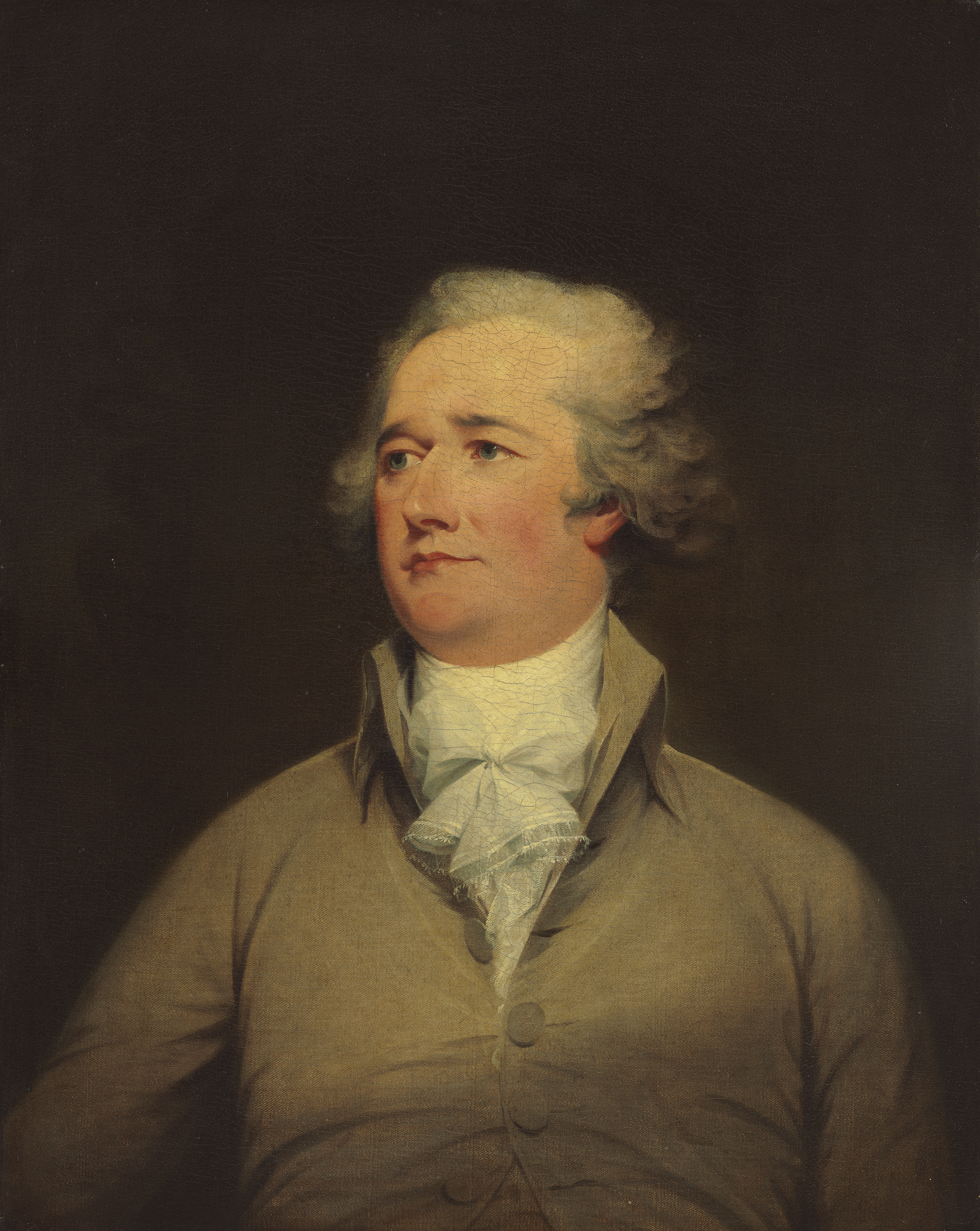
亚历山大·汉密尔顿像（1792年）

1789年3月4日，美国联邦政府宣告成立，宪法正式生效。独立战争时期的大陆军总司令乔治·华盛顿将军于当年4月6日被推选为第一任美国总统。华盛顿就任总统后，他和他的政府在财政上碰到很大的困难。全国各地的交易计算方式繁多，除了使用西班牙、法国和英国货币外，在当时的美国西部地区还盛行以物易物。同时，在独立战争时期由联邦政府和各州政府发行的债券已经大幅贬值，但仍然在市场上流通。据统计，内债计有四千两百万美元，其中各州的债务为两千五百万美元，而对其他国家所负的外债则为一千两百万美元。联邦政府首任财政部长汉密尔顿负责整顿联邦的财政工作。1790年1月他提出了《关于公共信贷的报告》，建议按照债券的面值进行一切债务清偿，“以昭示对所有权的尊重”。2月，国会通过了报告。同年6月，国会又通过《债务承担法令》，决定由联邦政府承担各州在战时所欠的全部债务。
为了增加预算收入，国会于1791年3月通过《国产酒税法案》（有时也被称为威士忌法案），规定对用小麦酿造的酒类征收消费税。这是第一个由联邦政府对国内产品征税的税种。尽管税收在政治上是极不受欢迎的，但汉密尔顿认为威士忌酒消费税应该是政府征税中最能被接受的税。同时社会上也有一些改革者支持汉密尔顿，他们希望借助这项所谓的“罪孽罪”来唤起公众对酒精危害的认识。1791年11月，乔治·华盛顿划分了税区，任命了监察官和稽查员并设定了他们的薪俸。

## 西部农民的不满
威士忌酒消费税立刻引起了争议，西部农民认为这项税收是对他们的不公。对那些从事半自然经济的农民来说，威士忌酒乃是一种收入项目，他们通过小型蒸馏炉酿造威士忌酒来补贴家用。西部地区的农民，特别是宾夕法尼亚州、弗吉尼亚州和北卡罗来纳州一带的农民，由于路途遥远，道路失修，在把小麦供应到东部城市的市场中经历过不少困难。于是他们把小麦酿成威士忌酒来解决这一困难，同时还有利可图。威士忌酒税一出，使得西部农民不如东部粮农有竞争力了。另外，在边境上由于现金短缺，威士忌酒通常是作为一种交换媒介的。多数人根本没有足够的现金来交纳税款。威士忌酒消费税对于西部贫农来说本质上是一种东部富人不须支付的所得税。
对于威士忌酒税的最大异议就是制定该项税法时并无当地代表的参与，而这正是他们参加革命所要竭力阻止的。许多抗税者都是退伍老兵。在西部人民眼中，这些人为了自由而战，为了抵御新兴的中部州而战。此外，异议还在于他们为什么要为他人的债务买单？征收这种消费税来清偿国债，归根到底也就是为了塞满投机商的腰包，这已是众所周知的事情了。
同时小农们也抗议汉密尔顿对于大型酿酒厂的税收减免，而这些大型酿酒厂基本都在东部地区。威士忌酒消费税的支付方式主要两种：按固定税费支付、按加仑数支付。大型酿酒厂能够量产，而且运输成本低，又不会坏，因而负担得起固定税费。他们的生产效率越高，每加仑支付的消费税越少（根据汉密尔顿的数据最低的可到6美分）。而小农不能整年满负荷生产，同时生产出的谷物运输成本也高，在储运过程中还常常发生霉烂，最终他们以每加仑9美分来支付消费税，这就是使得他们缺乏了竞争力。不论是否是汉密尔顿有意为之，大型酿酒厂看到了征税对他们的好处，自然他们是支持这项税收的。
除了威士忌酒税外，西部人还认为政府的税收不会用来为他们办多少实事。其中最主要的是联邦政府并没有竭尽全力保卫西部边疆地区。另外，西班牙（那时拥有路易斯安那）禁止西部人利用密西西比河进行商业航运。既然政府既未能阻止印第安人的袭击，又未能迫使西班牙开放密西西比河：西部人问道，他们干嘛还要白白交税呢？
最后，汉密尔顿决定只对威士忌征收销售税，表现出对西部边民的文化欠考虑。在西部，威士忌成了人们日常生活必不可少的东西。那里人们时常感受到失望和恐惧，几乎人人喝酒，老黑麦威士忌往往是惟一的选择。教堂牧师为教友效劳，教友是用威士忌给牧师酬劳。地主若是没有威士忌供应农场工人，就留不住工人给他干活。许多人的威士忌都是自产自销。如此重要的一种产品要交税，西部人都怒恨难消。

## 抗议活动
许多西部边疆的定居者以请愿的形式反对威士忌酒消费税。请愿失败以后，宾夕法尼亚州西部的人民建立了法律之外的组织来主张废除这一法令。抗税地区主要集中在西南的四个县：费耶特、阿利根尼、华盛顿和威斯特摩兰。1791年7月21日在费耶特县的红石旧堡召开了一个预备会议。该会议呼吁选举代表去参加9月上旬匹兹堡的一个更加正式的集会。匹兹堡集会是由布雷肯里奇为代表的温和派召集的，旨在阻止抗议活动的暴力化。集会向宾夕法尼亚州议会和美国众议院（此时在费城）递交了请愿书。迫于压力，消费税法于1792年5月修改。修改的内容包括由来自宾夕法尼亚州西部的国会议员威廉·芬德利所倡导的将税收削减1美分，但新税法仍然未能消除西部人民的不满。

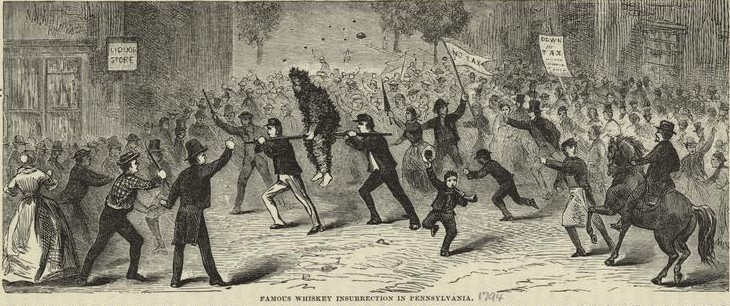
"宾夕法尼亚州著名的威士忌暴乱"，被涂上柏油、插上羽毛的收税者游街（1880年绘）

阻止抗议活动暴力化的努力是不成功的。1791年9月11日，新上任的税官罗伯特·约翰逊被16名身着女士装束的男子涂上了油污，头上插上了羽毛。但是约翰逊没有罢休，他说服了法官给那伙人发出拘捕令。负责递送拘捕令的法官助手自然害怕，就让一个不识字的放牛娃替他送文书。倒霉的放牛娃挨了鞭打，也被涂抹油污和插上羽毛，还被捆在一棵树上。由于暴力事件不断，1791年和1792年上半年的税并未能征收上来。而消费税的支持者则辩称，这和殖民地时期没有代表的情况下征税是不同的，因为这些税法是由全国人民选出的代表通过的。
威士忌暴乱传统意义上仅限于宾夕法尼亚州的西部，但阿巴拉契亚地区各州（马里兰州，弗吉尼亚州，北卡罗来纳州，南卡罗来纳州和佐治亚州）的西部县均出现了抗税。在肯塔基州的边境地区，威士忌酒税同样未能被征收，因为没人能被说服去执行法律或者起诉逃税者。总之，南起佐治亚，北至新英格兰西部，都有人反对威士忌酒销售税，抗税现象很普遍。在许多地方，财政当局甚至连一个税官都找不到。汉密尔顿主张军事镇压北卡罗来纳州西部的暴力抗议活动，但司法部长埃德蒙·伦道夫认为并没有足够的合法证据来证明必须采取如此的行动。
1792年8月在匹兹堡举行了第二次抗议威士忌酒税的集会。此次集会较之第一次更为激进：布雷肯里奇、芬德利等温和派并没有参加。一个叫做明戈溪协会的军事组织主导了此次集会并提出了激进的要求。该协会的一些成员曾参加过独立战争，他们竖起了自由之竿，组织了通讯委员会，并控制了当地民兵。他们成立了法律之外的法院，阻碍关于债务收集和取消抵押品赎回权的诉讼。
汉密尔顿认为此次集会是对联邦政府运作的一个极大威胁。1792年9月，汉密尔顿派遣宾夕法尼亚的税官乔治·克莱默到该州西部进行调查。克莱默易装调查以及恐吓当地官员等一系列愚蠢的行为加剧了紧张的局势。他夸大其词的报告对华盛顿政府的最终决策产生了巨大的影响。华盛顿和汉密尔顿视宾夕法尼亚州对联邦政府法律的反抗为奇耻大辱，因为当时的首都就位于宾夕法尼亚州。汉密尔顿草拟了一份总统公告来谴责抗税行为，并把交付给司法部长伦道夫。伦道夫对公告中一些尖锐的措辞进行了修改。1792年9月15日，华盛顿签署了这份公告。公告被四处散发并刊登在多份报纸上。
宾夕法尼亚州西部的联邦税务稽查员约翰·内维尔将军决意执行税法。内维尔将军是一个杰出的政治家，也是一个富有的农场主，更是拥有一个大型的酿酒厂。他起初是反对消费税的，但旋即改变了主意，这引起了众多宾夕法尼亚州西部一些人的不满。1792年8月，内维尔在匹兹堡租了一间房屋作为他的征税办公室。房东在明戈溪协会的暴力威胁下出卖了内维尔。从此，宾夕法尼亚人不仅将目标集中在税官身上，同时与这些税官合作的人也面临骚扰。署名“Tom the Tinker”的匿名文章威胁那些企图遵守威士忌酒税法的人，比如他们的谷仓会被焚毁或者蒸馏装置会被捣毁。
1793年，抗税行为在阿巴拉契亚的西部边疆地区持续了整整一年，宾夕法尼亚州西部尤甚。6月，在华盛顿县大约有100人焚烧了内维尔的画像。9月22日晚，人们冲进了费耶特县税官本杰明·威尔斯的家中，威胁说如果他不交出他的委任状，就马上将他处死。华盛顿总统悬赏这些行凶者，但是没有成功。

## 暴乱

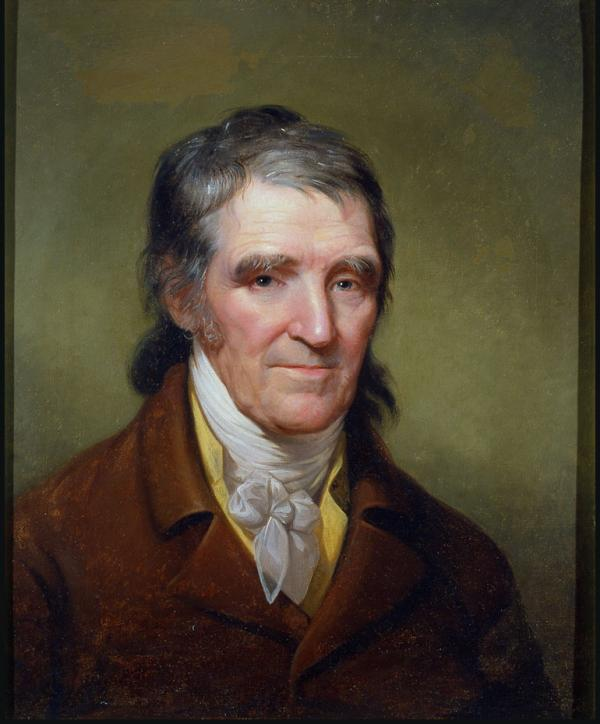
威廉·芬德利在他1796年写的书中提到是汉密尔顿故意挑起了威士忌暴乱

1794年抗议运动达到了高潮。5月，汉密尔顿也许是存心挑起事端，派了美国执法官戴维·伦诺克斯到宾州西部给60家酿酒商发传票，要他们到法庭候审。根据随后生效的法律，收到这些传票的酿酒商须前往费城的联邦法院。对于西部边疆地区的农民，这样的旅程是昂贵的，也是费时的，会让他们入不敷出。在威廉·芬德利的要求下，国会于6月5日修改了法律，允许审判在当地法院进行。而在此之前，戴维·伦诺克斯元帅已被派遣去传唤拖欠税款的酿酒商前往费城。司法部长威廉·布拉德福德之后坚持认为法令并不意味着要强制服从法律，同时联邦政府也非有意让审判在费城进行。
这些事件的时机后来被证明是有争议的。作为汉密尔顿的政治苦敌，芬德利在他关于这次叛乱的书中坚持认为汉密尔顿通过发送传票来蓄意煽动暴乱。1963年，哈密尔顿文集的编辑者、历史学家雅库布·库克认为这一控诉是“荒谬的”，称之为“阴谋论观点”，夸大了汉密尔顿对于联邦政府的控制。1986年，历史学家托马斯·斯洛特争辩道，在那时暴乱的突然爆发归咎于“一连串讽刺意味的巧合”，尽管“对于动机的质疑必须始终保持”。2006年，威廉·侯兰德认为，汉密尔顿、布拉德福德和洛里有意识地追求一系列的行动，来煽动“为联邦的军事压制辩护的暴力”。根据侯兰德的研究，汉密尔顿从1783年纽堡危机开始就已经朝着这一方向努力。在那次危机中，他设想了用军事力量镇压民众的抗税行为。而直接税的目的在于促进国家团结，以牺牲普通纳税人的利益来满足债权人的利益。历史学家S·E·莫里森相信，汉密尔顿大体上希望通过实施税收法“更多的作为一种社会规范的方式，而不是税收的来源”。

### 凉亭山之战
伦诺克斯元帅顺利地传达了大部分传票。然而在7月15日，当伦诺克斯在内维尔的陪同下来到农场主威廉·米勒的家时，出现了问题。米勒气得要死，拒绝接受传票。伦诺克斯跟米勒争吵，这时内维尔看见三四十个人朝米勒家走过来。他们原先在附近田野干活，听说两个联邦官员要抓米勒，就扛着干草叉和火枪过来了，边走边喝威士忌。当他们得知这两个官员并不是来逮捕米勒以后，倒是平静下来了。但是，在伦诺克斯和内维尔骑马离去时，有人在他们背后开了一枪。这一枪是朝天放的，还是朝人放的，谁也说不清。
伦诺克斯此行的使命，很快在当地传开了。至少30名明戈溪协会的民兵，这时集合起来，决定向内维尔的府第——凉亭山——进发，他们以为伦诺克斯是在那里想把他抓起来。7月16日上午，他们包围了内维尔的房屋。内维尔从屋里开枪，打死了造反派之一的奥利弗·米勒。那伙人朝里屋里开火，内维尔的奴隶则朝外射击，双方交火。不久，那伙人撤退到附近的沙发堡等待增援。
7月17日下午，大约600名民兵在参加过独立战争的詹姆斯·麦克法兰少校的带领下包围了凉亭山。内维尔将军则从匹兹堡请来了10名士兵保护他。这10名士兵是奉内维尔妻子的妹夫亚伯拉罕·帕特里克少校之命前来的。这些士兵赶紧把内维尔悄悄转移到安全的地方。此时戴维·伦诺克斯和内维尔将军的儿子普雷斯利·内维尔回到了这里，随后被造反派所抓。在几轮徒劳的谈判以后，妇女儿童被允许离开，然后双方开始火并。双方激战了一个钟头后，麦克法兰下令停火，因为有人看到屋内竖起了白旗。当麦克法兰走近时，突然被屋内射出的子弹击中，重伤致死。愤怒的民兵们把内维尔的府第烧个精光。帕特里克少校投降。凉亭山之战的具体伤亡人数不是很清楚：麦克法兰和另外一个或两个民兵身亡；一个士兵可能因伤致死。造反派遣散了剩下的士兵，但把帕特里克、伦诺克斯和普雷斯利扣押，随后他们成功逃脱。

### 匹兹堡游行
7月18日，麦克法兰被授予了一个英雄般的葬礼。他的被谋杀——按照造反派的说法——激化了局势。布雷肯里奇这样的温和派极力要求限制民众的行为。戴维·布拉德福德这样的激进派则督促暴力抗议。7月26日，布拉德福德带领一伙人洗劫了正要离开匹兹堡的美国邮政署，因为他们想要知道是谁在反对他们。在发现一些指控造反派的信件后，布拉德福德和他的同伙要求在位于匹兹堡以东13公里的布拉多克战场进行军事集会。
8月1日，大约有7000人在布拉多克战场集会。这是整个抗议开始以来最大规模的集会。人群中最多的是无地的贫苦大众。绝对大多数并没有威士忌蒸馏器。对威士忌酒消费税的不满最终激起了其它行业对政府的不满。而这时暴力的主要受害者是那些和威士忌酒税并没有关联的有钱人。一些最为激进的份子想要在被他们称为罪恶之城（所多玛）的匹兹堡游行，洗劫富人的房屋，然后将整个城镇烧毁。其他人想要攻打费耶特堡垒——这是受到了法国大革命的鼓舞，想要把断头台引入美国。据说，戴维·布拉德福德自比为法国恐怖统治的领导者罗伯斯庇尔。在布拉多克战场，有一个演说宣称要从美国独立出去，加入西班牙或者英国。激进派升起了一面专门设计的旗帜来昭示他们的独立。旗帜上绘有六个条纹，分别代表参加集会的六个县：五个来自宾夕法尼亚（阿利根尼、贝德福、费耶特、华盛顿和威斯特摩兰）；一个来自弗吉尼亚（俄亥俄县）。
匹兹堡的市民扩散了威胁。他们驱逐了三个人，正是这三个人被拦截的信中给造反派定了罪。同时匹兹堡市民还通过派遣代表到布拉多克战场来表示他们对集会的支持。最终，温和派布雷肯里奇成功地将民众的行为限制在游行上。在匹兹堡，只有帕特里克少校的谷仓被烧。
8月14日，六县代表大会在帕金逊渡口召开，即如今的莫农加西拉。代表大会达成了由布雷肯里奇、加勒廷、戴维·布拉德福德和赫尔曼·赫斯本德（贝德福县代表）起草的决议。赫斯本德是当地的知名人士，是一个激进的民主拥护者。大会还任命了一个委员会来和由华盛顿总统派至西部的和平特使会谈。

### 联邦的反应
华盛顿总统面对着宾夕法尼亚州西部可能的武装叛乱，处理得十分谨慎。尽管他决意要维护联邦政府的权威，但他也不想和民众的意见走得太疏远。他认为保住西部边疆才能维持全国的团结，使北方和南方联结成一体。可是他控制不了西部边疆。他要求内阁递交如何处理此次危机的书面意见。内阁一致认为应当采取强硬措施，除了此时已是国务卿的埃德蒙·伦道夫，他认为应当采取和平对话的方式。华盛顿做了两手准备：他既派遣了和平特使，又着手招募民兵军队。华盛顿怀疑和平特使并不能解决问题，而军队有必要应付将来可能的镇压。同时，汉密尔顿开始以“Tully”在宾夕法尼亚州的报纸撰写文章，谴责宾夕法尼亚州西部的群众暴动并鼓吹军事镇压。华盛顿和汉密尔顿均认为新成立的民主共和党是此次民众骚乱的根源。在军队招募前，需要有最高法院的大法官确认1792年民兵法案的在当地已经失去执行力。1794年8月4日，詹姆斯·威尔逊大法官递交了他的意见。意见认为，宾夕法尼亚州西部已经进入了叛乱状态。
华盛顿为了创建独立的合众国而历尽艰辛，长期战斗。在战胜了英国以后，新的国家有可能陷于无政府状态，这时华盛顿又是坚决主张制定新宪法的领导人之一。他全心全意致力于创建和巩固一个团结的新国家。可是如今的政党活动、地区矛盾和敌国阴谋使他的全部心血都有可能付诸东流。是时候该发出信息，表明政府将认真执法，国家将保卫自己的领土，由宪法提出并由13个州批准的共和实验将要坚持，决不能一遇挑战就放弃。华盛顿决心用联邦军队镇压宾州西部的动乱。8月7日，华盛顿怀着“最深沉的遗憾心情”发布总统公告，军队将会介入镇压叛乱。他要求叛乱分子在9月1日前解散。

#### 和平谈判
1794年8月上旬，华盛顿派遣了三个特使前往西部，这三个人均是宾夕法尼亚人：威廉·布拉德福德将军、宾夕法尼亚州最高法院大法官贾斯珀·耶茨、参议员詹姆斯·罗斯。从8月21日开始，特使会见了由布雷肯里奇和加勒廷等西部人组成的委员会。政府特使提出委员会必须一致同意放弃暴力行为、遵守联邦法律，然后举行公投来让当地人民决定是否同意上述条款。同意这些条款的人将在未来的起诉中予以特赦。
由温和派和激进派组成的委员会勉强达成一致意见。9月11日举行的公投同样表现出复杂的结果。一些小镇压倒性地支持遵守联邦法律，而在穷苦的和无地的农民占据多数的地区则表示反对政府。特使的最终报告建议采取军事措施来保证法律的执行。尽管局势是趋向缓和的，于是西部派遣了两名代表——威廉·芬德利和戴维·雷迪克去见华盛顿，要求停止进军，但华盛顿和汉密尔顿拒绝了这一要求，称如果撤军只会使暴力再现。

#### 联邦军队远征
民兵从新泽西州、马里兰州、弗吉尼亚州和宾夕法尼亚州东部征召。由12950名士兵组成的军队以当时美国的标准是相当庞大的：独立战争时期华盛顿领导的军队规模都比这要小。可是谁来统帅这支军队呢?要问谁曾经领导这年轻的国家度过最严重的考验，那答案只能有一个。在8月底9月初，总统决定亲自挂帅。在职总统亲自统领军队出征，这是头一回，也是唯一的一回。华盛顿自己为什么决定这样做，旁人不得而知。但他亲自掌握军队，起码可以达到两个目的。第一，总统希望对军队的行动起一种节制的作用。倘若军队对待宾州西部的公民严厉得过分，人民对政府的支持就会很快减弱。一位观察家指出过，华盛顿带兵时一向是“不知疲倦”地教育官兵“小心尊重同胞公民的权利”。第二，他亲自出马，会比任何其他的举措都更有效地证明政府要维护法律尊严的决心。

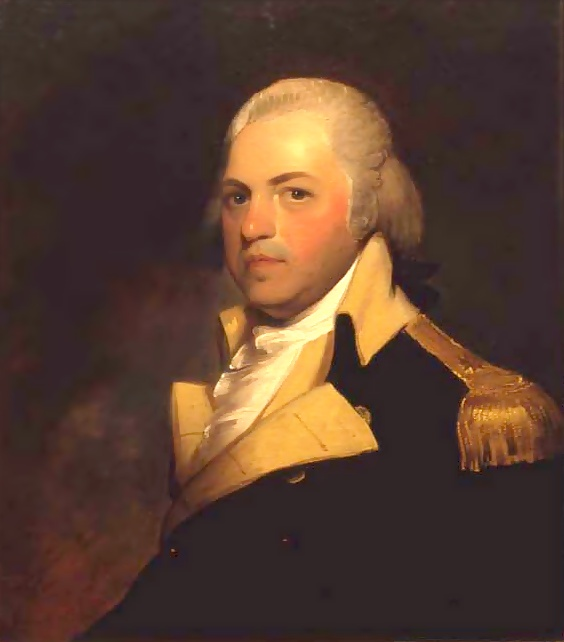
弗吉尼亚州长亨利·李三世统帅联邦军队

由于自愿参军人数不多，只能采用征兵的形式来填充队伍。因此逃兵是相当广泛的。在东部地区，强制征兵甚至导致了抗议和骚乱。弗吉尼亚州东部的
三个县出现了武装抗议征兵。在马里兰州，托马斯·李州长派遣800人去镇压骚乱，大概有150人被捕。
令联邦官员担忧的是，在征兵的同时许多地方都竖起了自由之竿。9月11日，宾夕法尼亚的卡莱尔竖起了自由之竿。当联邦军队在9月下旬到达卡莱尔时，竖起旗帜的嫌疑人被围捕。整个行动中两名平民被杀。9月29日，一个手无寸铁的男孩死于一名官员的手枪走火。2天后，一名男子由于拒捕而被刺杀。华盛顿总统下令逮捕这两名士兵，然后将他们交予当局处理。州法院法官确定以上均是误杀，因而释放了这两名士兵。
10月初，这支联邦军队集结于宾州的卡莱尔。华盛顿离开费城去卡莱尔时，一定回想起他率军征战的日子。他最初统帅大陆军队与英军交战，已是将近20年前了。而此时他要指挥的这支军队，却是要对付自己的同胞，同胞中的许多人准会觉得他和他领导的政府是像英国国王一样压迫老百姓。暴乱分子当中很可能还有些人当年曾经跟随他一起闹革命，如今却成了对立面。这絕非他所愿看到的局面。
10月9日，在前往马里兰州坎伯兰堡垒检阅军队的南翼前，华盛顿在宾夕法尼亚州的贝特福会见了西部代表。确信联邦军队会受到很小的抵抗，华盛顿将军队指挥权交给了弗吉尼亚州长、独立战争的英雄亨利·李三世。华盛顿随后回到了费城，而汉密尔顿仍然保有军队顾问的职务。
结果证明，联邦政府是过高估计了暴乱分子的抵抗决心。宾州西部的动乱从来没有一个明确的目标。8—9月间，西部各县代表开会时，只有很少的人主张脱离联邦或抗击联邦军队。当西部人们得知华盛顿亲自统率联邦军队向西边进发时，暴乱的头头们有的屈服了，比如戴维·布拉德福德躲进了荒野之中。军队继续西进，但抵达闹事的那些地方后，发现已没有什么事情要做了。经过两个月的调查，有20名嫌疑人被送到费城受审。最终，联邦大陪审团以叛国罪起诉了24人。许多被告逃脱了逮捕，因此最后只有10人接受了联邦法院的审判。只有菲利普·威戈和约翰·米歇尔被判有罪。威戈动手殴打了一名税官并烧毁了他的房子；米歇尔则是被戴维·布拉德福德指认抢劫了美国邮政。他们都被判处绞刑，但华盛顿总统特赦了他们。杰斐逊就此嘲讽说：“一场叛乱被宣布和公告于世，被派兵讨伐，却始终未被找到。”

## 评价
华盛顿政府对威士忌酒暴乱的镇压得到了广泛的认同。华盛顿以坚决行动消除威胁，就证明了联邦政府是维护法律的。许多人仍然担心政府会摧毁他们所珍惜的自由。但正如华盛顿总统在他的告别演说中所指出的，一个强有力的而不是软弱的政府正是“你们在家时的宁静、你们在外时的和平、你们的安全、你们的繁荣以及你们如此高度珍视的自由的主要支柱”。
然而华盛顿政府及其支持者通常不会提到，威士忌酒消费税仍然很难征收，许多西部人民依旧拒绝纳税。这一事件促进了政党在美国的形成。反对华盛顿和汉密尔顿为代表的联邦党的民主共和党人杰斐逊在1801年就任总统后，就和国会一起迅速将该税取消了。
这场暴乱提出了一个新的问题：什么样的抗议是宪法允许的？法制史学家克里斯蒂安·G·弗里茨认为，即使在宪法批准之后，关于合众国主权的认识仍然没有达成一致。联邦主义者认为联邦拥有主权，因为联邦“政府直接产生于合众国人民，并以合众国人民的名义‘确认和建立’”。因此在独立战争中允许的激进的抗议行为就不再合法了。但是威士忌酒暴乱的参与者和他们的辩护者认为，革命带来了集体主权，因此人民拥有集体的权利以宪法之外的方式改变或者挑战政府。
历史学家史蒂芬·博伊德认为，对威士忌酒暴乱的镇压最终促进了西部反联邦主义者对宪法的接受，通过投票支持共和党人的形式而非直接向政府抗议来寻求变革。而联邦党方面则接受了民众在治理中能够扮演更加重要的角色。尽管联邦党试图通过1798年敌视和煽动叛乱法案限制批评政府的言论自由，但联邦党再也没有挑战集会自由和请愿的权利。
威士忌暴乱發生不久以后，演员兼编剧苏珊·娜罗森写了一个题为“志愿者”的音乐舞台剧。音乐由作曲家亚历山大·雷纳尔创作。音乐剧已经失传，而音乐流传了下来，显示了娜罗森是亲联邦党的。音乐剧庆祝了成功镇压暴乱的联邦军队。1795年1月，华盛顿总统携妻子马莎·华盛顿观看了表演。
在L·尼尔·史密斯的架空历史小说《The Probability Broach》中，艾伯特·加勒廷劝说军队不要镇压暴乱，而是向首都进军，以叛国罪将华盛顿处决，将修订过的邦联条例取代宪法。结果，美利坚合众国成为了一个名叫北美联邦的自由主义的乌托邦。
在阿夫拉姆·戴维森和沃德·摩尔的讽刺小说《Joyleg, A Folly》中，一个参与了独立战争和威士忌酒暴乱的退伍老兵在田纳西州的边远地区被发现还活着。他通过把泡在自己酿的威士忌中，生存了好几个世纪，滑稽地面对20世纪60年代的世界。